# Afrivoluta pringlei
Afrivoluta pringlei is een slakkensoort uit de familie van de Marginellidae. De wetenschappelijke naam van de soort is voor het eerst geldig gepubliceerd in 1947 door Tomlin.